# Modesto Manifesto
El Modesto Manifesto es un código de buenas prácticas de vivir y trabajar para los seguidores del evangelismo.

## Historia
En 1948, en una habitación de hotel en Modesto, California, el evangelista Billy Graham y su grupo de evangelización establecieron el Modesto Manifesto, un código ético de vida y trabajo para protegerse contra las acusaciones de abuso financiero, sexual y de poder. En 1979, la Asociación Evangelísta Billy Graham se inspiró en el manifiesto para la fundación del Consejo Evangélico para la Responsabilidad Financiera.  Después de algunos años, el código fue seguido por líderes evangélicos. En 2017, el vicepresidente de EE. UU. Mike Pence afirmó seguir una de las reglas del código sobre evitar situaciones a solas con una mujer que no fuera su esposa.

## Características
Este código incluye 4 reglas para recolectar ofrendas en iglesias, trabajar solo con iglesias que apoyen el evangelismo cooperativo, usar estimaciones oficiales de multitudes en eventos al aire libre y el compromiso de nunca estar solo con una mujer con la que no se esté casado, a menos que haya otra persona presente.

## Controversias
En 2017, el manifiesto fue acusado de sexismo por Christianity Today editor en jefe Katelyn Beaty. El autor Michael L. Brown respondió a esta crítica diciendo que el manifiesto simplemente reconoce la atracción natural entre un hombre y una mujer y ayuda a prevenir oportunidades de tentación.